# Pseudapocryptes
Pseudapocryptes  é um género de peixe da família Gobiidae e da ordem Perciformes.

## Espécies
- Pseudapocryptes borneensis (Bleeker, 1855)[3]
- Pseudapocryptes elongatus (Cuvier, 1816)[4][5][6][7][8][9][10][11]